# Кріс Міллс
Крістовер Лемонте Міллс (англ. Christopher Lemonte Mills, нар. 25 січня 1970, Лос-Анджелес, Каліфорнія, США) — американський професіональний баскетболіст, що грав на позиції легкого форварда за декілька команд НБА.

## Ігрова кар'єра
Починав грати в баскетбол у команді Фейрфакської старшої школи (Лос-Анджелес, Каліфорнія). На університетському рівні грав спочатку за команду Кентуккі (1988–1989). Однак після того, як виявилось, що він отримує кошти за свої виступи, зі скандалом залишив заклад.  Далі продовжив виступав за Арізону (1989–1993).
1993 року був обраний у першому раунді драфту НБА під загальним 22-м номером командою «Клівленд Кавальєрс», кольори яких захищав протягом наступних 4 сезонів.
З 1997 по 1998 рік також грав у складі «Нью-Йорк Нікс».
Останньою ж командою в кар'єрі гравця стала «Голден-Стейт Ворріорс», до складу якої він приєднався 1998 року і за яку відіграв 5 сезонів. 1999 року був учасником кумедного епізоду, коли в матчі проти «Даллас Маверікс» після боротьби за спірний м'яч, не розібрався та спробував забити у кошик своєї команди, проте кидок заблокував гравець «Далласа» Самакі Вокер.